# Decretaal

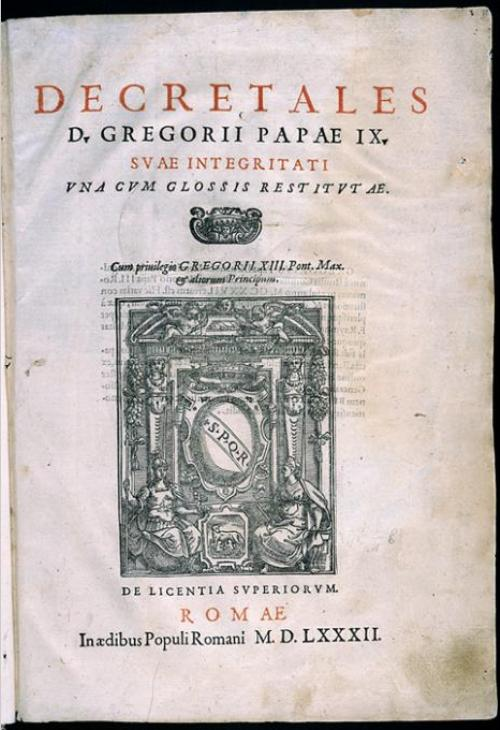
De Decretales Gregorii Papae IX.

Een decretaal is een pauselijk vonnis in briefvorm, zogeheten litterae decretales, uit de middeleeuwen. Ze vormen een belangrijke bron voor de kennis van het canonieke recht in deze periode.
Al in de vroege Middeleeuwen waren er behalve de akten van concilies en synodes als bron van kerkelijk recht ook uitspraken op naam van pausen. Een van de vroegste omvangrijke verzamelingen decretalen, de Pseudo-isidorische decretalen, is een vervalsing die een enorme verspreiding en invloed had.
In de twaalfde eeuw legden bisschoppen de geschillen waarover zij uitspraak moesten doen, steeds meer voor aan de paus. De paus stelde in zo'n geval een gedelegeerd rechter aan, een iudex delegatus, (pauselijk legaat), een gevolmachtigde gezant, meestal een andere bisschop of abt. Dit kon zowel een bisschop uit hetzelfde land zijn als een bisschop uit een andere hoek van Europa. Niet alleen bisschoppen uit Frankrijk en Italië, maar ook uit het Heilige Roomse Rijk en Engeland maakten van dit rechtsmiddel gebruik. Onder Alexander III kwam de stroom aan decretalen goed op gang. De canonisten, de geleerden die het canonieke recht bestudeerden en onderwezen, legden verzamelingen aan van decretalen om zodoende op de hoogte te blijven van de rechtsontwikkeling. De Collectio Francofortana (ontstaan tussen 1180 en 1185) was de eerste min of meer systematische decretalenverzameling. In het voetspoor hiervan ontstond er een reeks verzamelingen, de Quinque Compilationes. De canonist Tancredus vervaardigde in opdracht van paus Honorius III de eerste officiële compilatio, de Compilatio quinta (1226), die in vijf boeken was geordend.
Na de Compilatio quinta die als eerste verzameling officieel werd gepubliceerd, gaf paus Gregorius IX aan de canonist Raymundus van Peñafort de opdracht om systematisch alle relevante decretalen te verzamelen, tegenstrijdigheden eruit te verwijderen en overbodige gedeelten te schrappen. Het resultaat deed hij in 1234 afkondigen als de Decretales Gregorii IX, ook Liber Extra genoemd. Dit kerkelijk wetboek met bijna tweeduizend decretalen verdeeld over vijf boeken, zette tevens alle niet erin opgenomen eerdere decretalen buiten werking. Bonifatius VIII liet in 1298 de Liber Sextus het licht zien; drie gerenommeerde canonisten verzorgden de redactie ervan. Nadien verschenen in de veertiende eeuw nog de Constitutiones Clementinae of Clementinen (1317) -samengesteld door paus Clemens V, zelf jurist, maar pas postuum uitgevaardigd door paus Johannes XXII-, de Extravagantes Johannis XXII (1325-1327) en enige nog kleinere verzamelingen.
In tegenstelling tot het moderne canonieke recht treft men in de decretalen ook zaken aan die niet alleen de kerk betreffen. Men bracht onder de jurisdictie van het canonieke recht zaken afhankelijk van de materie, de betrokken persoon of personen, en in geval van rechtsweigering, verzuim of zonde. De decretalen betreffen meestal individuele gevallen, maar pausen hebben ook speciaal decretalen uitgevaardigd om algemene regelingen te treffen of twijfel over de uitleg van eerdere decretalen te beëindigen. De decretalen raken aan het gehele spectrum van het recht: huwelijksrecht, strafrecht, procesrecht, publiek recht en privaatrecht, handelsrecht en het leenstelsel. Ook de totstandkoming van de inquisitie gebeurde voor een flink deel in een reeks decretalen die tussen 1190 en 1235 werd uitgevaardigd.
Er zijn vele honderden middeleeuwse handschriften met decretalen bewaard gebleven. Door het gebruik van afkortingen en de inkorting van de oorspronkelijke tekst zijn ze niet altijd gemakkelijk te lezen. Vooral de namen van plaatsen en bisschoppen werden in de handschriften gemakkelijk verhaspeld. Bij het Stephan-Kuttner-Institute of Medieval Canon Law aan de universiteit van München werkt men aan de ontsluiting van dit materiaal. Dit instituut bezit op dit gebied de grootste verzameling microfilms en beschikt daarnaast over een belangrijke bibliotheek over het middeleeuwse canonieke recht. Ook geeft men een eigen tijdschrift uit, het Bulletin of Medieval Canon Law. Edities van decretalen en andere werken verschijnen in de bronnenreeks van dit instituut, evenals de handelingen van het vierjaarlijkse International Congress of Medieval Canon Law.